# McDonnell Douglas F/A-18 Hornet
McDonnell Douglas (dnes Boeing) F/A-18 Hornet je víceúčelový stíhací dvoumotorový letoun schopný provozu z letadlové lodi a za každého počasí, který je určen jak pro vzdušné souboje, tak i pozemní útoky. Navržen byl v průběhu 70. let 20. století pro potřeby amerického námořnictva a námořní pěchoty, ale do služby se dostal i v mnoha dalších zemích.
F/A-18 dosahuje nejvyšší rychlosti Mach 1,8 (1 034 uzlů, 1 190 mph, 1 915 km/h ve 40 000 ft nebo 12 200 m). Může nést celou řadu pum a raket, včetně vzduch-vzduch a vzduch-země, doplněné o 20mm kanon M61 Vulcan. Je poháněn dvěma dvouproudovými motory General Electric F404, které dodávají letadlu vysoký poměr tahu k hmotnosti. F/A-18 má vynikající aerodynamické vlastnosti, které jsou přičítány hlavně jeho systémům na náběžných hranách. Hlavními úkoly letounu jsou letecký doprovod, obrana flotily, potlačení nepřátelské protivzdušné obrany, blízká letecká podpora a letecký průzkum. Jeho všestrannost a spolehlivost se ukázala jako cenné nosné aktivum, i když byl kritizován za menší dolet a užitečné zatížení ve srovnání se svými dřívějšími současníky, jako byl Grumman F-14 Tomcat ve stíhací a úderné roli, a dále Grumman A-6 Intruder a LTV A-7 Corsair II v roli útočných letounů.
Hornet byl poprvé bojově nasazen během bombardování Libye Spojenými státy v roce 1986. Následně se účastnil války v Zálivu v roce 1991 a války v Iráku v roce 2003. F/A-18 Hornet dále posloužil jako základ pro větší a novější letoun Boeing F/A-18E/F Super Hornet.

## Vývoj

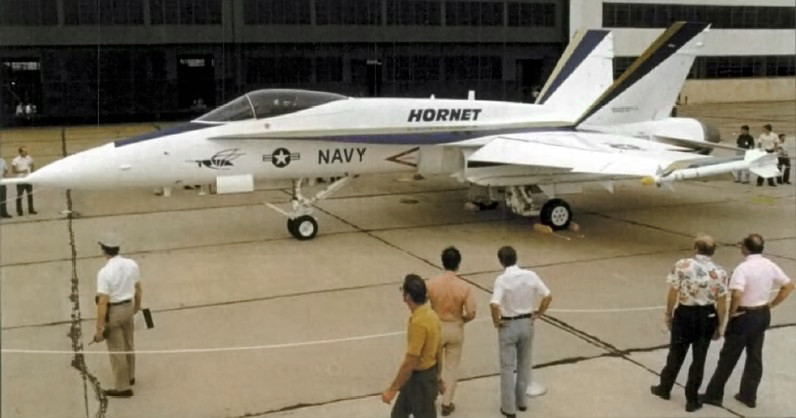
První předprodukční F-18A v říjnu 1978

Letoun vznikl dalším vývojem typu Northrop YF-17A. Po zařazení do služby měl nahradit stroje A-7 Corsair II sloužící v americkém námořnictvu a F-4 Phantom II námořní pěchoty. Původně se plánovaly 2 rozdílné verze: F-18 pro stíhací úkoly a A-18 pro bitevní úkoly, ale nakonec byly sloučeny do jednoho konstrukčního návrhu. To se odrazilo i v jeho neobvyklém označení F/A-18.
Poprvé se vznesl z letiště Lambert 18. listopadu 1978 s šéfpilotem MDD Jackem Kringsem. Od ledna 1979 se F-18 zapojil do testů v Námořním zkušebním leteckém středisku v Patuxent River a u později detašované zkušební letky VX-4. Během následujících letových zkoušek do 4. února 1981 zde bylo použito 9 strojů předcházejících sériové jednomístné F/A-18 a dvě cvičné TF-18A.
8. září 1980 se v důsledku roztržení rotoru nízkotlaké turbíny pravého motoru zřítil druhý dvoumístný Hornet, těsně po odletu z předvádění v britském Farnborough.
Palubní kvalifikační zkoušky F-18 probíhaly na letadlové lodi USS America (CV-66) u pobřeží Virginie mezi 31. říjnem a 3. listopadem 1980.
První sériové stroje se začaly k námořnictvu dostávat v květnu 1980. První jednotkou, která dosáhla operační způsobilosti byla jednotka námořní pěchoty VMFA-314, která byla za operačně způsobilou vyhlášena 7. ledna 1983. Ukázalo se, že letadlo vyniká jak v stíhací tak v útočné roli, pro které byl navržen. K tomuto úspěchu dopomohl i radar AN/APG-65.
Po vyrobení 371 ks F/A-18 a 40 ks F/A-18B se výroba soustředila na produkci vylepšených verzí F/A-18C, které byly první verzí schopnou nést rakety AIM-120 AMRAAM a protizemních střel AGM-65 Maverick. Spolu s novými F/A-18C byly pořízeny i F/A-18D – dvoumístné verze, které měly nahradit stroje A-6 Intruder. Pozdější verze F/A-18D měly schopnost nasazení k nočním útokům. Hlavními nedostatky prvních verzí F/A-18 byl malý dolet. 
Vývoj zvětšené verze, která měla o 86 cm delší trup a 25% zvýšenou plochu křídel, začal na počátku 90. let 20. století. Byl označen jako F/A-18 Super Hornet (jednomístný) a F/A-18F Super Hornet (dvoumístný). Jeho úkolem bylo nahrazení starší verze F/A-18 a stroje F-14 Tomcat. Byla také vyvinuta verze pro elektronický boj, označena jako EA-18G Growler, přičemž by měl nahradit letadla EA-6B Prowler.

## Varianty

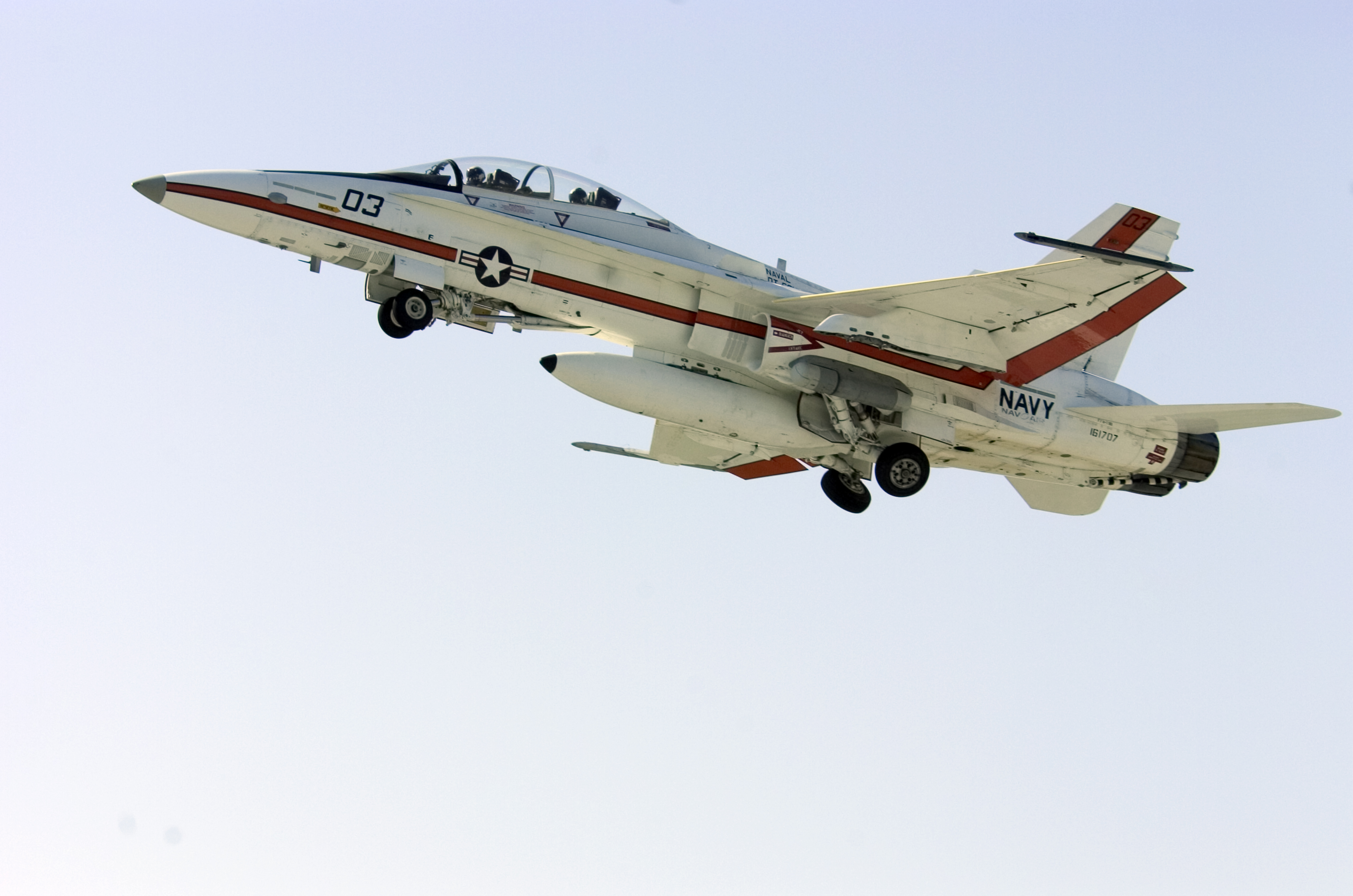
F/A-18B Hornet přidělený k U.S. Naval Test Pilot School

- F/A-18A – první verze, vyráběná pro americké námořnictvo a námořní pěchotu.
- TF-18A – dvoumístná cvičná verze stroje F/A-18, později přeznačena na F/A-18B
- F/A-18C – vylepšená jednomístná verze, která měla rozšířené spektrum nesených zbraní, zlepšenou avioniku a pozdější verze disponovaly schopností vést noční útoky.
- F/A-18D – dvoumístná bojová verze vyvinutá pro námořní pěchotu; pozdější verze disponovaly schopností vést noční útoky.
- F/A-18E Super Hornet – zvětšená verze F/A-18, objednaná pro americké námořnictvo, kde má nahradit starší verze F/A-18.
- F/A-18F Super Hornet – dvoumístná verze odvozená od F/A-18, která nahradila stroje F-14 Tomcat.
- EA-18G Growler – verze pro elektronický boj.
- AF-18A – verze odvozená od F/A-18, určená pro Austrálii.
- ATF-18A – verze odvozená od F/A-18B, určená pro Austrálii.
- CF-18A – verze odvozená od F/A-18, určená pro Kanadu.
- CF-18B – verze odvozená od F/A-18B, určená pro Kanadu.
- EF-18A – verze odvozená od F/A-18, určená pro Španělsko.
- EF-18B – verze odvozená od F/A-18A, určená pro Španělsko.
- KAF-18C – verze odvozená od F/A-18C, určená pro Kuvajt.
- KAF-18D – verze odvozená od F/A-18D, určená pro Kuvajt.

## Uživatelé
Kanada

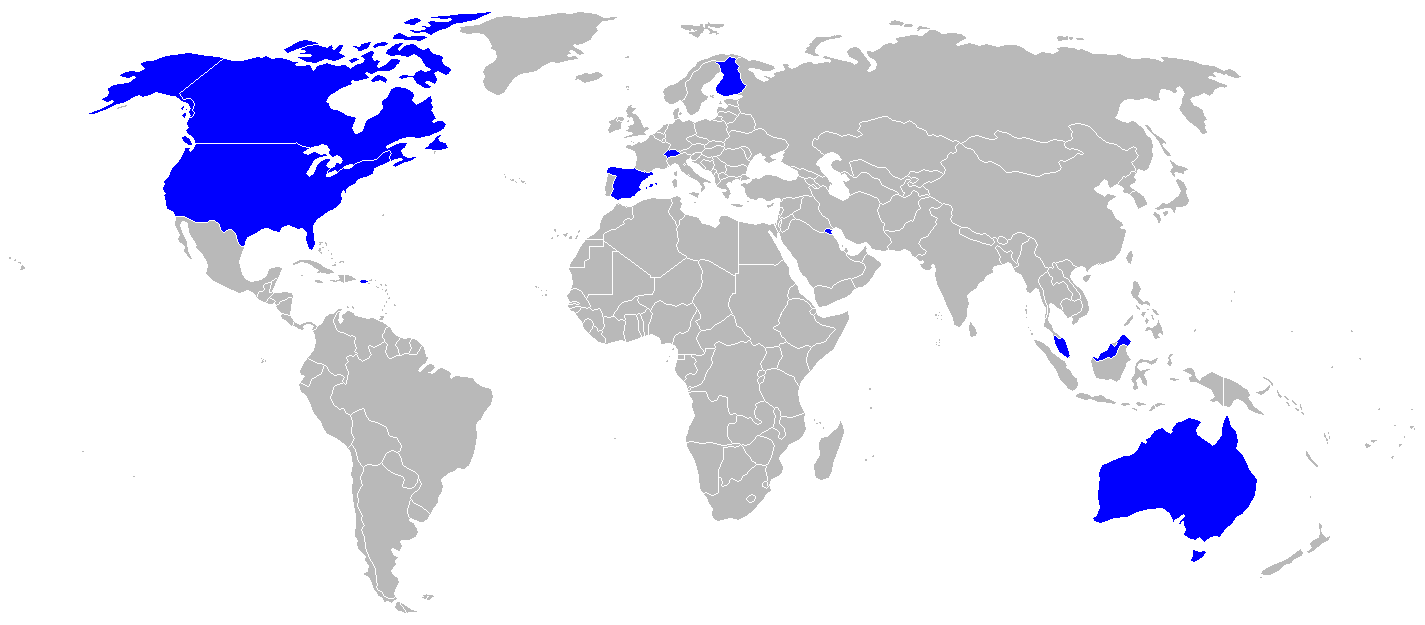
Přehled uživatelů

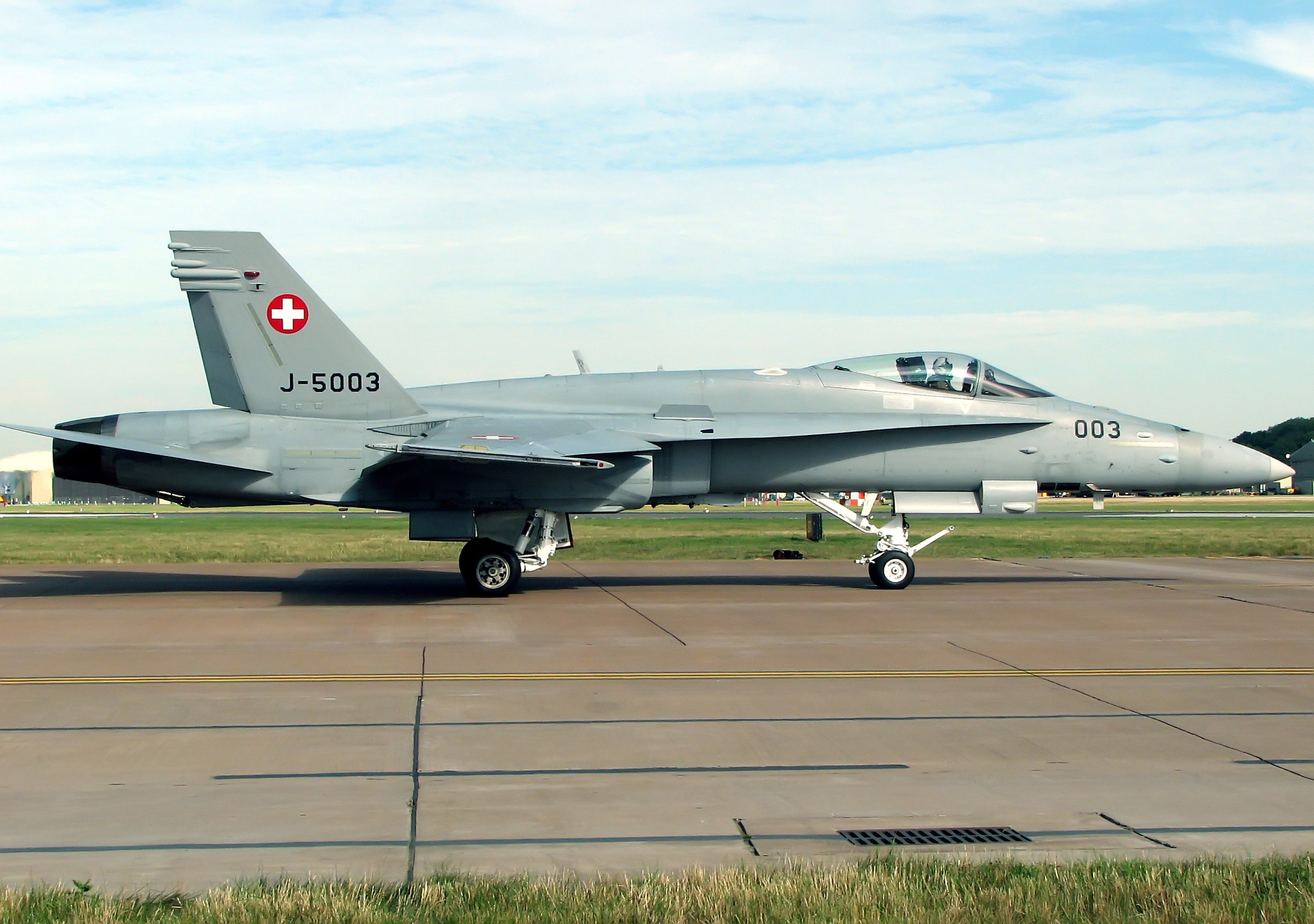
Švýcarský F/A-18 Hornet

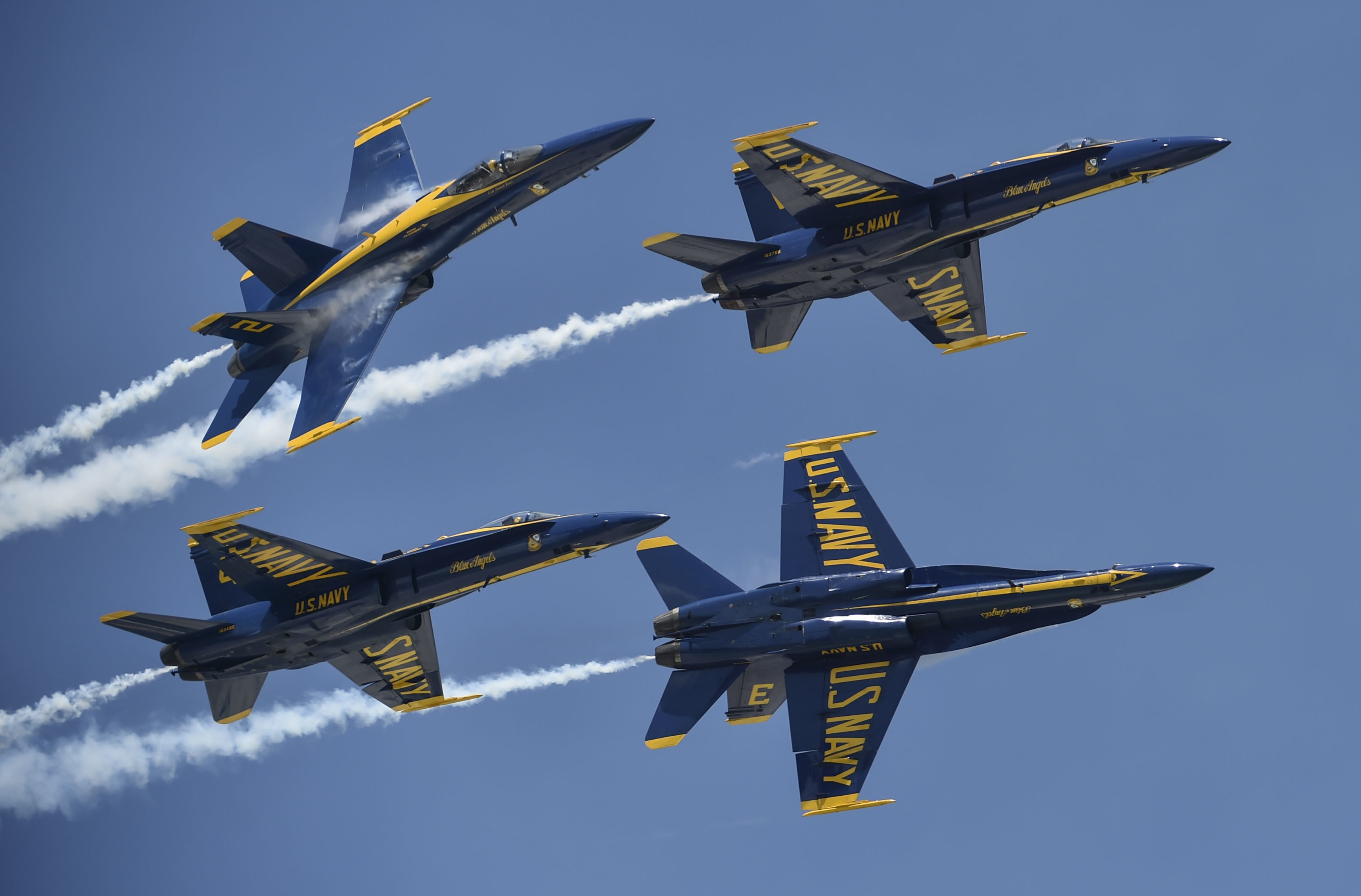
F/A-18C akrobatické skupiny Blue Angels amerického námořnictva

- Royal Canadian Air Force (McDonnell Douglas CF-18 Hornet) – v roce 2020 bylo rozhodnuto o prodeji 42 australských letounů F/A-18A/B soukromé společnosti Air USA.[5]

 Finsko
- Finské letectvo

 Kuvajt
- Kuvajtské letectvo

 Malajsie
- Malajsijské královské letectvo

 Španělsko
- Španělské letectvo

 Švýcarsko
- Švýcarské letectvo

 USA
- United States Marine Corps Aviation

### Bývalí uživatelé
Austrálie
- Royal Australian Air Force[6]

 USA
- United States Navy[7]

### Potenciální uživatelé
Ukrajina
- Ukrajinské letectvo – v červnu 2023 nabídla australská vláda Ukrajině 41 strojů vyřazených z výzbroje RAAF, jako zbrojní pomoc proti ruské invazi.[8]

## Specifikace (F/A-18C/D)

### Technické údaje
- Osádka: F/A-18C: 1, F/A-18D: 2 (pilot a obsluha zbraní)
- Délka: 17,1 m
- Rozpětí: 12,3 m
- Výška: 4,7 m
- Nosná plocha : 38,2 m²
- Hmotnost (prázdný): 11 200 kg
- Hmotnost (naložen): 16 850 kg
- Maximální vzletová hmotnost: 23 400 kg
- Pohonná jednotka: 2 × dvouproudový motor General Electric F404-GE-402
  - Suchý tah: 48,9 kN
  - Tah s forsáží: 79,2 kN

### Výkony
- Maximální rychlost: 1915 km/h
- Bojový dolet: 537 km
- Přeletový dolet: 3330 km
- Dostup: 15 000 m
- Stoupavost: 254 m/s

### Výzbroj
- Kanony: 1 × 20mm kanon M61 Vulcan s 578 náboji.
- Neřízené rakety:
  -     - Hydra 70
    - Zuni
- Řízené střely:
  - Vzduch-vzduch: 
    - 2 × AIM-7 Sparrow nebo AIM-120 AMRAAM, 4 × AIM-9 Sidewinder nebo AIM-132 ASRAAM

  - Vzduch-země:
    - AGM-65 Maverick
    - AGM-88 HARM (protiradiolokační)
    - AGM-84 Harpoon (protilodní)
    - AGM-84 SLAM/AGM-84H/K SLAM-ER
    - AGM-154 Joint Standoff Weapon
    - AGM-158 JASSM
    - Taurus KEPD 530
- Pumy:
  - Mk.82/Mk.83/Mk.84
  - Paveway